# Patricia Hy-Boulais
Patricia Hy-Boulais (Phnom Penh, 22 de agosto de 1965) é uma ex-tenista profissional canadense, nascida no Camboja, começou sua carreira representando Hong Kong até 1988, quando passou a representar o Canadá.